# SummerSlam (2012)
SummerSlam (2012) foi um evento em pay-per-view de wrestling profissional produzido pela WWE, que ocorreu dia 19 de agosto de 2012, no Staples Center em Los Angeles, Califórnia. Foi o vigésimo quinto evento SummerSlam anual e o quarto consecutivo a acontecer no Staples Center.

## Produção
Antes do SummerSlam, ocorreou uma convenção de fãs chamada "SummerSlam Axxess", em 18 e 19 de agosto, no Nokia Plaza, em Los Angeles, com lutas ao vivo e sessões de autógrafos. Em 17 de julho, a WWE lançou exclusivamente no YouTube um vídeo promocional com lutadores cantando a música tema do SummerSlam, "Don't Give Up", de Kevin Rudolf. Em 15 de agosto, foi confirmado que Rudolf faria uma apresentação musical no SummerSlam. Também nesse evento, a desenvolvedora de jogos eletrônicos THQ revelou detalhes sobre seu novo jogo, WWE '13.

## Antes do evento
SummerSlam teve lutas de wrestling profissional de diferentes lutadores com rivalidades e histórias pré-determinadas que se desenvolverão no Raw e SmackDown — programas de televisão da WWE, tal como nos programas transmitidos pela internet - Superstars e NXT. Os lutadores interpretarão um vilão ou um mocinho seguindo uma série de eventos para gerar tensão, culminando em várias lutas.
No Raw de 30 de abril, Triple H foi atacado por Brock Lesnar após anunciar que aceitaria apenas o contrato original fechado entre eles, ignorando as regalias dadas a ele por John Laurinaitis. Durante o ataque, Triple H teve, na história, seu braço quebrado. Triple H retornou no No Way Out, desafiando Lesnar para uma luta no SummerSlam. No dia seguinte, o representante de Lesnar, Paul Heyman, recusou o desafio de Triple H. Foi anunciado, então, que Lesnar responderia ao desafio pessoalmente no Raw de 2 de julho. Heyman, no entanto, foi quem falou no Raw, anunciando que Lesnar responderia pessoalmente na milésima edição do Raw. Em 23 de julho, Lesnar aceitou o desafio. No Raw de 6 de agosto, Shawn Michaels anunciou que acompanharia Triple H ao ringue durante o combate no SummerSlam. Na semana seguinte, no entanto, Lesnar atacaria Michaels, quebrando seu braço e o afastando do combate.
No SmackDown de 27 de julho, houve uma luta Fatal 4-Way para determinar o desafiante pelo World Heavyweight Championship entre Rey Mysterio, Kane, Daniel Bryan e Alberto Del Rio, com Del Rio vencendo o combate. No Raw seguinte, após derrotar Santino Marella, Del Rio anunciou que não iria competir em lutas que não fossem por um título mundial, recusando-se a lutar até o SummerSlam. No SmackDown de 10 de agosto, Del Rio contratou capangas disfarçados de policiais para atacar Sheamus. Após o evento, o Gerente Geral do SmackDown Booker T cancelou o combate no SummerSlam. No SmackDown de 16 de agosto, após Del Rio derrotar Chris Jericho com a ajuda de Dolph Ziggler, Sheamus atacou Del Rio. Booker T, a pedido de Sheamus, reconsiderou a luta no SummerSlam, a remarcando.
No Money in the Bank, John Cena derrotou Big Show, Chris Jericho, Kane e The Miz para ganhar uma chance pelo WWE Championship. Ele usou o contrato contra CM Punk em 23 de julho, vencendo a luta por desqualificação após interferência de Big Show, portanto, não conquistando o título. No Raw de 30 de julho, Cena enfrentou Show, com o vencedor tornando-se desafiante pelo título no SummerSlam. CM Punk interferiu no combate, causando desqualificação. A Gerente Geral AJ Lee declarou que Punk defenderia o título, então, contra Cena e Show.
Em 17 de julho e 3 de agosto, no SmackDown, Cesaro derrotou o Campeão dos Estados Unidos Santino Marella. No pré-show do SummerSlam, Cesaro enfrentaria Santino pelo título.

## Evento
| Papel:        | Nome:                               |
| ------------- | ----------------------------------- |
| Comentaristas | Jerry "The King" Lawler             |
| Comentaristas | Michael Cole                        |
| Comentaristas | Carlos Cabrera (Espanhol)           |
| Comentaristas | Marcelo Rodríguez (Espanhol)        |
| Locutores     | Tony Chimel (Pré-show)              |
| Locutores     | Lilian Garcia (SmackDown)           |
| Locutores     | Justin Roberts (Raw)                |
| Locutores     | Ricardo Rodriguez (Alberto Del Rio) |
| Árbitros      | Scott Armstrong                     |
| Árbitros      | Chad Patton                         |
| Árbitros      | John Cone                           |
| Árbitros      | Charles Robinson                    |
| Árbitros      | Mike Chioda                         |
| Árbitros      | Rod Zapata                          |

### Pré-show
No pré-show do evento, transmitido pelo YouTube e pelo wwe.com, Santino Marella defendia o United States Championship contra Antonio Cesaro acompanhado de Aksana. Antes da luta, Cesaro pronunciou grandeza em cinco idiomas diferentes. No final da luta, antes de Santino aplicar um The Cobra, Aksana distraiu Santino, fazendo com que Cesaro aplicasse um  flapjack, conseguindo a vitória.

### Lutas preliminares
Na primeira luta da noite, Chris Jericho enfrentou Dolph Ziggler, acompanhado de Vickie Guerrero. Jericho ganhou o combate após aplicar um Walls of Jericho em Ziggler no centro do ringue.
Kane e Daniel Bryan se enfrentaram na segunda luta da noite. No final do combate, Kane tentou aplicar um Piledriver em Bryan, que conseguiu se soltar e vencer após aplicar um small package.
A terceira luta da noite envolveu o Campeonato Intercontinental de The Miz, que o defendia contra Rey Mysterio. Miz manteve seu título aplicando um Skull Crushing Finale e fazendo o pinfall em Mysterio.
Na quarta luta da noite, Sheamus defendeu seu Campeonato Mundial dos Pesos-Pesados contra Alberto Del Rio. Sheamus ganhou aplicando um Irish Curse em Del Rio.

### Lutas principais
R-Truth & Kofi Kingston defenderam o Campeonato de Duplas da WWE contra os Prime Time Players (Darren Young & Titus O'Neil) no combate seguinte. Truth e Kingston conseguiram a vitória após R-Truth aplicar um Little Jimmy em Young, mantendo seus títulos.
Na penúltima luta da noite, CM Punk defendeu o Campeonato da WWE contra John Cena e Big Show. No que parecia o final do combate, Cena aplicou um STF em Big Show, enquanto Punk lhe aplicou um Anaconda Vice. Com a desistência de Show e sem um vencedor claro, AJ Lee, Gerente Geral do Raw, reiniciou o combate. Instantaneamente, Show aplicou um Chokeslam duplo em Cena e Punk. Ao final do novo combate, Cena aplicou um Attitude Adjustment em Show. Punk, então, jogou Cena para fora do ringue e fez a contagem em Show que estava caído, assim mantendo o título.
Antes do evento principal, Kevin Rudolf cantou a música tema do evento, "Don't Give Up", acompanhado por várias divas.
O evento principal foi a luta sem desqualificações ou contagens entre Brock Lesnar, acompanhado por Paul Heyman, e Triple H. Graças a insistência de Triple H, o árbitro Scott Armstrong deixou a luta mais violenta. Durante o combate, por várias vezes Lesnar usou golpes do artes marciais mistas (MMA) em Triple H. No final do combate, Lesnar aplicou um Kimura Lock em Triple H, o obrigando a desistir.

## Recepção
O evento recebeu críticas mistas e positivas. O The Wrestle Review deu ao evento uma pontuação de 7,9 de 10, afirmando que "este evento foi realizado com lutas de muito boa qualidade e poucos truques de estipulações, feitas para um show divertido do início ao fim". The Wrestle Review deu para Chris Jericho contra Dolph Ziggler a maior pontuação da noite, com uma nota de 8,2 em 10.

## Resultados
| Nº                                          | Resultados                                                                              | Estipulações                                        | Tempo |
| ------------------------------------------- | --------------------------------------------------------------------------------------- | --------------------------------------------------- | ----- |
| Pré- show                                   | Antonio Cesaro (com Aksana) derrotou Santino Marella (c)                                | Luta individual pelo United States Championship     | 5:10  |
| 1                                           | Chris Jericho derrotou Dolph Ziggler (com Vickie Guerrero) por submissão                | Luta individual                                     | 17:05 |
| 2                                           | Daniel Bryan derrotou Kane                                                              | Luta individual                                     | 8:09  |
| 3                                           | The Miz (c) derrotou Rey Mysterio                                                       | Luta individual pelo Intercontinental Championship  | 9:13  |
| 4                                           | Sheamus (c) derrotou Alberto Del Rio (com Ricardo Rodriguez)                            | Luta individual pelo World Heavyweight Championship | 17:25 |
| 5                                           | R-Truth e Kofi Kingston (c) derrotaram Prime Time Players (Darren Young e Titus O'Neil) | Luta de duplas pelo WWE Tag Team Championship       | 7:09  |
| 6                                           | CM Punk (c) derrotou John Cena e Big Show                                               | Luta Triple Threat pelo WWE Championship            | 20:35 |
| 7                                           | Brock Lesnar (com Paul Heyman) derrotou Triple H por submissão                          | Luta sem desqualificações ou contagens              | 18:49 |
| (c) – Refere-se aos campeões antes da luta. |                                                                                         |                                                     |       |